# Onthophagus inermivertex
Onthophagus inermivertex là một loài bọ cánh cứng trong họ Bọ hung (Scarabaeidae).